# 칠곡 왜관성당
칠곡 왜관성당은 대한민국 경상북도 칠곡군 왜관읍에 있는 대한민국의 로마 가톨릭교회 성지로 재단법인 천주교 대구대교구 소속이다. 2018년 8월 6일 대한민국의 국가등록문화재 제727호로 지정되었다.

## 현지 안내문
독일인 신부 ‘알빈 슈미트(1904～1978)’가 설계한 성당으로 당시 대부분의 성당건축이 소위 양식주의 형태로 건립된 것과 달리 내·외부 공간을 보다 자유롭게 구성한 것 등은 건축사적으로 중요하다고 할 수 있으며, 성당 건물과 함께 알빈 슈미트 신부가 직접 그린 설계도면이 지금도 남아 있다는 점에서 큰 의미를 부여할 수 있다.

## 참고 자료
- 칠곡 왜관성당 - 국가유산청 국가유산포털